# Alex Phillips (directeur de la photographie)
Pour les articles homonymes, voir Alex Phillips et Phillips.
Alex Phillips est un directeur de la photographie mexicain d'origine canadienne, né le 11 janvier 1901 à Renfrew (Ontario), mort le 14 juin 1977 à Mexico.

## Biographie
Alex Phillips débute comme chef opérateur à Hollywood, où il contribue à quinze films américains sortis entre 1921 et 1929, dont des courts métrages produits ou réalisés par Al Christie.
En 1931, il s'installe définitivement au Mexique, où son premier film est Santa (en) d'Antonio Moreno, sorti en 1932. Il collabore à près de deux-cents autres films jusqu'en 1975, majoritairement mexicains, dont La Montée au ciel (1952, avec Lilia Prado et Carmelita González) et Les Aventures de Robinson Crusoé (1954, avec Dan O'Herlihy dans le rôle-titre) de Luis Buñuel, Tizoc d'Ismael Rodríguez (1957, avec Pedro Infante dans le rôle-titre et María Félix), ou encore Le Château de la pureté d'Arturo Ripstein (son avant-dernier film, 1973, avec Claudio Brook et Arturo Beristáin).
Parmi les autres réalisateurs mexicains qu'il assiste, citons Emilio Fernández (sept films), Roberto Gavaldón (neuf films), Alberto Gout (dix-sept films) et Miguel Contreras Torres (dix-sept films).
Alex Phillips participe aussi à des tournages au Mexique de quelques films américains ou coproductions, dont le drame franco-mexicain Les Orgueilleux d'Yves Allégret (1953, avec Michèle Morgan et Gérard Philipe), ainsi que les westerns L'Aventurier du Rio Grande de Robert Parrish (1959, avec Robert Mitchum et Julie London) et Geronimo d'Arnold Laven (1962, avec Chuck Connors dans le rôle-titre).
Durant sa période mexicaine, il reçoit dix nominations au Premio Ariel de la meilleure photographie (dont deux gagnés), entre autres pour Les Aventures de Robinson Crusoé et Tizoc pré-cités (nominations).
Il est le père d'Alex Phillips Jr. (1935-2007), également directeur de la photographie, notamment sur Apportez-moi la tête d'Alfredo Garcia de Sam Peckinpah, sorti en 1974.

## Filmographie partielle

### Période américaine (1921-1929)
(films américains)
- 1921 : See My Lawyer d'Al Christie (court métrage)
- 1922 : Choose Your Weapons d'Al Christie (court métrage)
- 1924 : Reno or Bust d'Archie Mayo (court métrage)
- 1924 : Hold Your Breath de Scott Sidney
- 1924 : Ride 'Em Cowboy d'Al Christie (court métrage)
- 1925 : Madame Behave de Scott Sidney
- 1926 : Dans la chambre de Mabel (Up in Mabel's Room) de E. Mason Hopper
- 1926 : Le Neurasthénique (en) (The Nervous Wreck) de Scott Sidney
- 1929 : L'Homme à l'œillet (The Carnation Kid) de E. Mason Hopper et Leslie Pearce

### Période mexicaine (1932-1975)
(films mexicains, sauf mention contraire ou complémentaire)
- 1932 : Santa d'Antonio Moreno
- 1932 : Una vida por otra de John H. Auer
- 1932 : Mano a mano d'Arcady Boytler
- 1933 : Revolución de Miguel Contreras Torres et Antonio Moreno
- 1933 : El tigre de Yautepec de Fernando de Fuentes
- 1934 : La mujer del puerto d'Arcady Boytler et Raphael J. Sevilla
- 1934 : Enemigos de Chano Urueta
- 1934 : Cruz Diablo de Fernando de Fuentes
- 1935 : Tribu de Miguel Contreras Torres
- 1935 : El tesoro de Pancho Villa d'Arcady Boytler
- 1936 : El baúl macabro de Miguel Zacarías
- 1937 : La paloma de Miguel Contreras Torres
- 1938 : La zandunga de Fernando de Fuentes et Miguel M. Delgado
- 1938 : María de Chano Urueta
- 1939 : Los enredos de papá de Miguel Zacarías
- 1939 : El capitán aventurero d'Arcady Boytler
- 1939 : Café Concordia d'Alberto Gout
- 1939 : The Mad Empress de Miguel Contreras Torres (film américano-mexicain)
- 1941 : El secreto del sacerdote de Joselito Rodríguez
- 1942 : Caballería del imperio de Miguel Contreras Torres
- 1943 : Yolanda de Dudley Murphy
- 1943 : Doña Bárbara de Fernando de Fuentes et Miguel M. Delgado
- 1943 : El rayo del sur de Miguel Contreras Torres
- 1943 : Saint François d'Assise (San Francisco de Asís) d'Alberto Gout
- 1944 : Michel Strogoff (Miguel Strogoff) de Miguel M. Delgado
- 1944 : Nana de Roberto Gavaldón et Celestino Gorostiza
- 1946 : Una sombra en mi destino d'Alberto Gout
- 1946 : Rancho de mis recuerdos de Miguel Contreras Torres
- 1946 : La otra de Roberto Gavaldón
- 1946 : Pepita Jiménez d'Emilio Fernández
- 1946 : Marie-Madeleine (María Magdalena, pecadora de Magdala) de Miguel Contreras Torres
- 1947 : La diosa arrodillada de Roberto Gavaldón
- 1948 : Los viejos somos así de Joaquín Pardavé
- 1948 : Los que volvieron d'Alejandro Galindo
- 1948 : La bien pagada d'Alberto Gout
- 1949 : El dolor de los hijos de Miguel Zacarías
- 1949 : Bamba de Miguel Contreras Torres
- 1949 : Novia a la medida de Gilberto Martínez Solares
- 1950 : La casa chica de Roberto Gavaldón
- 1950 : Pobre corazón de José Diaz Morales
- 1950 : Aventurera d'Alberto Gout
- 1951 : Deseada de Roberto Gavaldón
- 1951 : Femmes interdites (Sensualidad) d'Alberto Gout
- 1951 : Vuelva el sábado de René Cardona
- 1951 : Mains criminelles (En la palma de tu mano) de Roberto Gavaldón
- 1952 : La Montée au ciel (Subida al cielo) de Luis Buñuel
- 1952 : Salón de baile de Miguel Morayta
- 1952 : La Danseuse de Mexico (Mujeres sacrificadas) d'Alberto Gout
- 1952 : La mujer que tu quieres d'Emilio Gómez Muriel
- 1953 : Le Filet (La red) d'Emilio Fernández
- 1953 : Les Orgueilleux d'Yves Allégret (film franco-mexicain)
- 1953 : Disparue à Rio (Aventura en Río) d'Alberto Gout
- 1954 : Los Fernández de Peralvillo d'Alejandro Galindo
- 1954 : Les Aventures de Robinson Crusoé (Robinson Crusoe) de Luis Buñuel
- 1954 : Sombra verde de Roberto Gavaldón
- 1955 : La Revanche de Pablito (The Littlest Outlaw) de Roberto Gavaldón (film américain)
- 1955 : Nosotros dos d'Emilio Fernández
- 1956 : Playa prohibida de Julián Soler
- 1956 : Las medias de seda de Miguel Morayta
- 1956 : Adam et Éve (Adán y Eva) d'Alberto Gout
- 1957 : Tizoc d'Ismael Rodríguez
- 1958 : Mi desconocida esposa d'Alberto Gout
- 1958 : Los salvajes de Rafael Baledón
- 1958 : Escuela de rateros de Rogelio A. González
- 1958 : Sierra Baron de James B. Clark (film américain)
- 1958 : Los legionarios d'Agustín P. Delgado
- 1958 : Dix Jours d'angoisse (Ten Days to Tulara) de George Sherman (film américano-mexicain)
- 1959 : Sube y baja de Miguel M. Delgado
- 1959 : L'Aventurier du Rio Grande (The Wonderful Country) de Robert Parrish (film américain)
- 1960 : Mi madre es culpable de Julián Soler
- 1960 : Pour l'amour de Mike (None but the Brave ou For the Love of Mike) de George Sherman(film américain)
- 1960 : La Chanson de l'orphelin (Aventuras de Joselito y Pulgarcito) de René Cardona
- 1961 : Rumbo a Brasilia de Mauricio de la Serna
- 1961 : Juan sin miedo de Gilberto Gazcón
- 1962 : Le Rapt des Sabines (El rapto de las sabinas) d'Alberto Gout
- 1962 : Geronimo d'Arnold Laven (film américain)
- 1962 : Pueblito d'Emilio Fernández
- 1963 : La fierecilla del puerto d'Alfredo B. Crevenna
- 1963 : Le Jardin de mes amours (Of Love and Desire) de Richard Rush (film américain)
- 1964 : Cuando acaba la noche de Julián Soler
- 1966 : Tiempo de morir d'Arturo Ripstein
- 1966 : Juan Colorado de Miguel Zacarías
- 1966 : Alazán y enamorado de Gilberto Martínez Solares
- 1967 : Estrategia matrimonial d'Alberto Gout
- 1967 : La soldadera de José Bolaños
- 1968 : No hay cruces en el mar de Julián Soler
- 1968 : El zangano d'Agustín P. Delgado
- 1969 : La guerrillera de Villa de Miguel Morayta
- 1969 : Los recuerdos del porvenir d'Arturo Ripstein
- 1970 : Remolino de pasiones d'Alejandro Galindo
- 1970 : Los años vacios de Sergio Véjar
- 1971 : Santo vs. la mafia del vicio de Federico Curiel
- 1971 : Bang bang al hoyo de René Cardona Jr.
- 1972 : La Nuit des mille chats (La noche de los mil gatos) de René Cardona Jr.
- 1973 : Le Château de la pureté (El castillo de la pureza) d'Arturo Ripstein
- 1975 : Arde baby, arde de José Bolaños

## Distinctions

### Nominations
- Premio Ariel de la meilleure photographie :
  - En 1946, pour El monje blanco ;
  - En 1947, pour La otra ;
  - En 1949, pour Que Dios me perdone ;
  - En 1952, pour Deseada ;
  - En 1953, pour Rostros olvidados ;
  - En 1954, pour Le Filet ;
  - En 1956, pour Les Aventures de Robinson Crusoé ;
  - Et en 1958, pour Tizoc.

### Récompenses
- Premio Ariel de la meilleure photographie :
  - En 1952, pour Mains criminelles ;
  - Et en 1955, pour Sombra verde.